# 王金鏡
王金镜（1862年—？），字耀庭，山东武城人，清末民初軍事將領。

## 生平
王金镜畢業於北洋武备学堂，后來投袁世凯在天津編成的新建陸軍。後王金镜任左翼步队第二营管带，後升任标统。辛亥革命爆發後，他參與兩次段祺瑞等要求共和电。
1913年，王金镜任湖北第三旅旅长，授中将。1916年，王金镜率軍到岳州镇压护国运动。1917年，王金镜任湖北武岳军总司令。1918年1月19日王金镜授上将衔。1918年，王金镜任北洋军总司令兼第二师师长，並率軍进攻南方的护法军。此后，他曾任近畿第二师师长。1921年1月22日王金镜封将军府将军。